# Marree Man

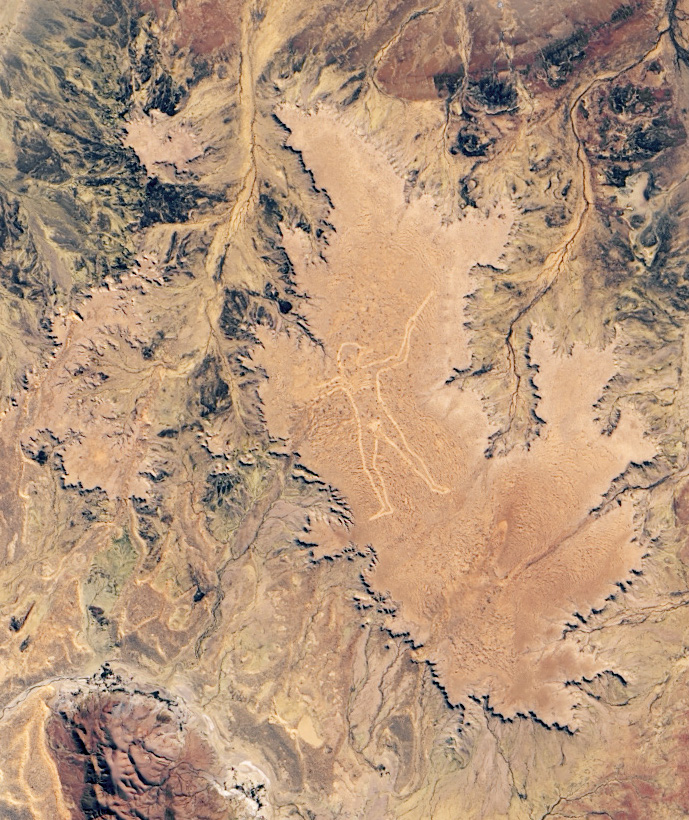
Der Marree Man auf einem Satellitenfoto

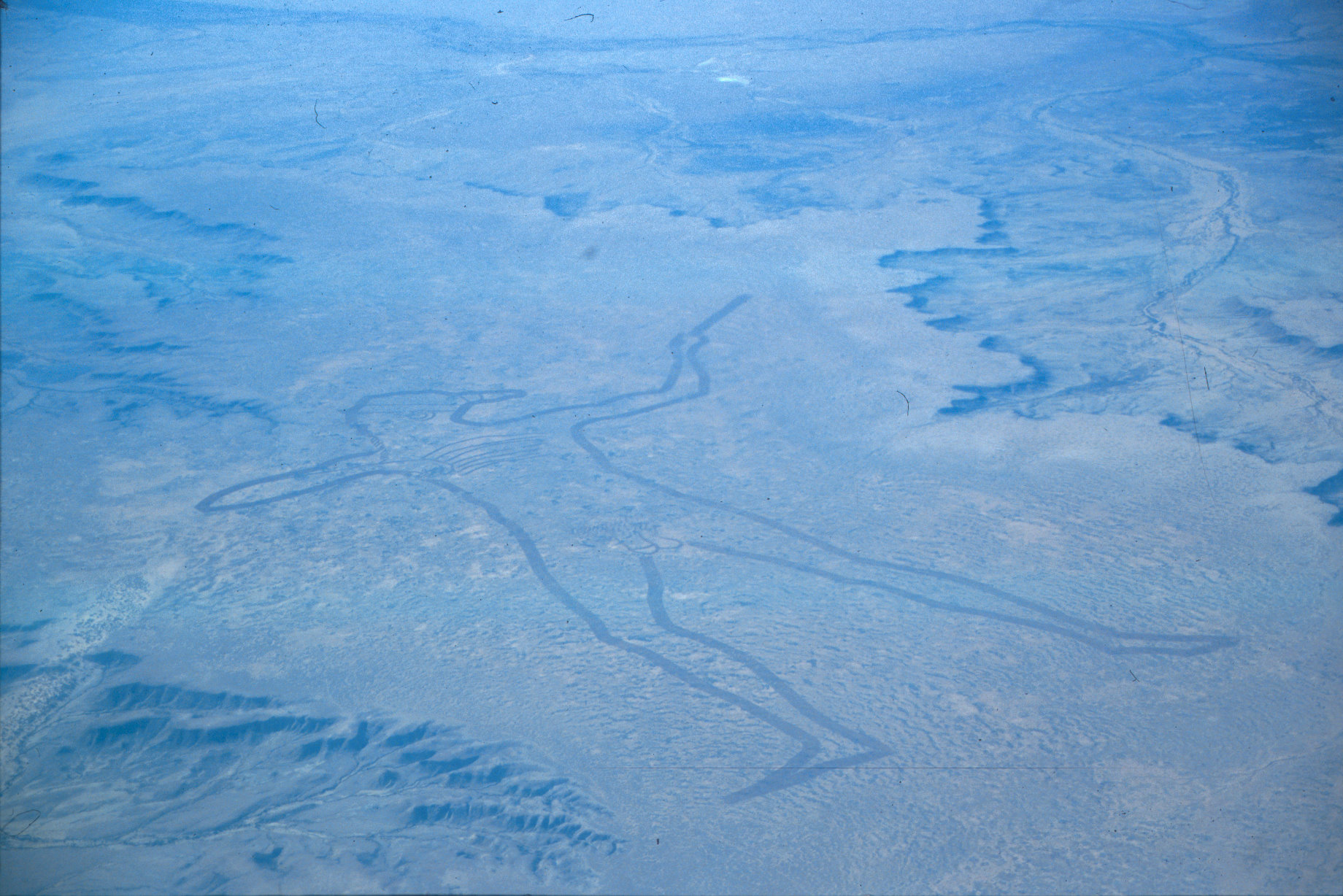
Foto von 1998

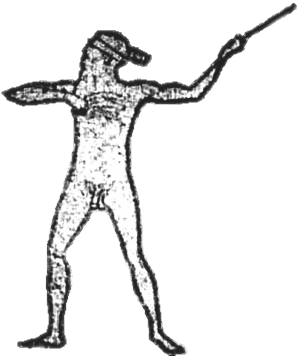
Umrisslinien des Marree Man

Der Marree Man, der auch als Stuart’s Giant bezeichnet wird, ist eine Erdzeichnung (Geoglyphe) von 2,7 Kilometer Größe. Sie wurde am 26. Juni 1998 aus etwa 1000 Metern Höhe von dem Buschpiloten Trac Smith entdeckt. Das zum Genre der Land Art gehörende Kunstwerk befindet sich auf Finnis Springs etwa 60 Kilometer westlich der Siedlung Marree im zentralen Südaustralien in dem 200.000 Quadratkilometer großen Sperrbezirk Woomera Prohibited Area nahe dem Eyre-See.

## Figur
Die Entdeckung der Figur in der Nähe des Oodnadatta Track und des Salzsees Lake Eyre führte in Australien und im Ausland aufgrund der Größe, der Mystik und der einsetzenden Spekulation über die Herkunft zu einer großen Publizität. Die Figur ist von Basislinie bis Scheitel etwa 2,6, in ihrer größten Ausdehnung 3,6 Kilometer groß; der Umfang bzw. die Abwicklung der Linien beträgt schätzungsweise 28 Kilometer, wobei die Maßangaben in den Publikationen erheblich differieren. Der in die Erde eingegrabene Figurumriss besteht aus meist sieben parallelen Linien, die 20 bis 30 Zentimeter tief, und nebeneinander bis zu 35 Meter breit sind. Sie wurden vermutlich mit schwerem Gerät wie einem Traktor hergestellt. Nach Schätzungen dauerte die Herstellung etwa sechs Wochen.
Der Marree Man wird für das größte Kunstwerk gehalten, das als Erdzeichnung angefertigt wurde. Über die Projektierung der Figur gibt es Spekulationen, die von der Übertragung von Längen- und Breitengraden und dem Einmessen über Fotos bis zur Zuhilfenahme des Global Positioning Systems (GPS) reicht. Das Werk ist der Bodenerosion ausgesetzt. Ursprünglich hätte man die Figur mit bloßem Auge aus rund 100 Kilometern Höhe sehen können. 
Im Jahr 2016 wurde die Erdzeichnung restauriert, da durch die fortschreitende Erosion das Kunstwerk zu verschwinden droht.

## Urheber
Durch ein anonymes Fax wurde der Eigentümer des William Creek Hotel, das 200 Kilometer nordwestlich von Marree liegt, auf das Kunstwerk aufmerksam gemacht. Er ignorierte es zunächst, weil er es für einen Spaß hielt. Da das Fax Angaben im angloamerikanischen Maßsystem und nicht im sonst in Australien üblichen metrischen System sowie weitere unübliche Bezeichnungen enthielt, wurde zunächst angenommen, dass US-Amerikaner die Schöpfer sind. Da man bis heute nicht sicher weiß, wer den Marree Man geschaffen hat, gibt es dazu zahlreiche Spekulationen. So wird entweder angenommen, dass er ein Werk australischer Künstler, einer Gruppe von Bauarbeitern oder von Mitgliedern des australischen Militärs ist, oder dass Engländer Urheber waren.
Wahrscheinlichster Urheber ist jedoch der im Jahre 2002 verstorbene australische Künstler Bardius Goldberg, der sowohl künstlerisch als auch technisch – mittels GPS-Geräten – in der Lage gewesen wäre, das großflächige Werk herzustellen. Er lebte in seinen letzten 30 Jahren in Alice Springs und hatte bereits kleinere Geoglyphen gestaltet. Goldberg hatte im fraglichen Zeitraum eine hohe Geldzahlung erhalten, deren Herkunft er stets verheimlichte.
Erst später wurden im Buch The Red Centre des Autors H. H. Finlayson Abbildungen gefunden, die die Jagd auf Wallabys mit einem Wurfstock oder Bumerang eines unbekleideten Jägers der Pitjantjatjara, eines dort lebenden Stammes der Aborigines, zeigen und als Vorlage gedient haben könnten.

## Namensgebung
Die Erdzeichnung erhielt den Namen Marree Man nach dem gleichnamigen Ort im Outback. Als die Polizei den Ort untersuchte, wurde eine Flasche mit Inhalt gefunden, darin befand sich auch ein Papier, auf dem Stuart’s Giant geschrieben stand. Der Name bezieht sich auf John McDouall Stuart, einen in Australien bekannten schottischen Geometer, der als erster Europäer den Kontinent von Süden nach Norden durchquerte. Diese Bezeichnung für das Kunstwerk setzte sich jedoch nicht durch.

## Proteste von Aborigines
Die Dieri sind eine Gruppe von australischen Aborigines, in deren Stammesgebiet sich der Marree Man befindet. Sie protestierten gegen den Marree Man, da diese Erdzeichnung Schaden an ihrem Land angerichtet habe und ihre Traumzeit (Dreamtime) ausbeute.